# José González Varela
José Rodríguez Varela (Zacatecas, Zacatecas, 15 de agosto de 1911-?) fue un médico, militar y político mexicano. Como miembro del Partido Revolucionario Institucional (PRI), fue senador de 1964 a 1970, además de entre otros cargos, director del Hospital Central Militar.

## Biografía
Realizó los estudios de primaria en el Colegio Margil de Zacatecas, los de secundaria en la Escuela Secundaria No. 2 y la preparatoria en la Escuela Nacional Preparatoria, ambas en la Ciudad de México, y de 1932 a 1936 en la Escuela Militar de Medicina, donde egresó como médico. En 1942 realizó estudios de posgrado en fisioterapia en la Universidad del Noroeste de Evanston, Illinois, Estados Unidos; y luego en electroencefalografía en el Instituto Neuropsiquiátrico de Illnois. Ejerció como docente en la Escuela Militar de Medicina.
Desde 1936 fue miembro del Partido Nacional Revolucionario (PNR) y posteriormente de sus sucesores, el Partido de la Revolución Mexicana (PRM) y el PRI. Fue director de Servicios Médicos el Departamento de Asuntos Agrarios y Colonización, secretario general del Sindicato de Trabajadores del Departamento de Asuntos Agrarios y secretario de Finanzas de la Federación de Sindicatos de Trabajadores al Servicio del Estado (FSTSE). En la Confederación Nacional de Organizaciones Populares (CNOP) fue secretario de Promoción Social y de Promoción Legislativa.
Entre el 16 de enero de 1953 y el 15 de agosto de 1955 fue director de la Escuela Militar de Enfermería, en 1956 fue director del pabellón de psiquiatría del Hospital Central Militar, donde ese mismo año fue uno de los primeros iniciadores del programa de Alcohólicos Anónimos en México. En 1962 participó en la campaña de José Rodríguez Elías a gobernador de Zacatecas y en 1964 fue director del Centro de Estudios Políticos, Económicos y Sociales (CEPES) del PRI en Zacatecas.
En 1964 fue postulado candidato del PRI a senador por Zacatecas en segunda fórmula, resultando elegido para el periodo de 1964 a 1970, correspondiente a las Legislaturas XLVI y XLVII. En 1970 fue delegado del PRI en Querétaro y de 1971 a 1976 fue delegado del Departamento del Distrito Federal en Tlalpan.